# 400 mètres haies féminin aux championnats du monde d'athlétisme 2015
Navigation
Moscou 2013 Londres 2017
L'épreuve du 400 mètres haies féminin des championnats du monde de 2015 s'est déroulée les 23, 24 et 26 août 2015 dans le stade national de Pékin , le stade olympique de Pékin, en Chine. Elle est remportée par la Tchèque Zuzana Hejnová.

## Critères de qualification
Pour se qualifier pour les Championnats (minima A), il fallait avoir réalisé moins de 56 s 20 entre le 1er octobre 2014 et le 10 août 2015.

## Faits marquants
La Tchèque Zuzana Hejnová conserve son titre mondial.

## Médaillées
| Or             | Argent         | Bronze         |
| Zuzana Hejnova | Shamier Little | Cassandra Tate |

## Records et performances

### Records
Les records du 400 m haies femmes (mondial, des championnats et par continent) étaient avant les championnats 2013 les suivants. 
| Record du monde           | Yuliya Pechonkina    | Russie     | 52 s 34 | Toula, Russie       | 8 août 2003       |
| Record des championnats   | Kim Batten           | États-Unis | 52 s 61 | Gothenburg, Suède   | 11 août 1995      |
| Record d'Afrique          | Nezha Bidouane       | Maroc      | 52 s 90 | Séville, Espagne    | 25 août 1999      |
| Record d'Asie             | Han Qing             | Chine      | 53 s 96 | Beijing, Chine      | 9 septembre 1993  |
| Record d'Amérique du Nord | Kim Batten           | États-Unis | 52 s 61 | Gothenburg, Suède   | 11 août 1995      |
| Record d'Amérique du Sud  | Lucimar Teodoro      | Brésil     | 55 s 84 | Belém, Brésil       | 24 mai 2009       |
| Record d'Europe           | Yuliya Pechonkina    | Russie     | 52 s 34 | Tula, Russie        | 8 août 2003       |
| Record d'Océanie          | Debbie Flintoff-King | Australie  | 53 s 17 | Séoul, Corée du Sud | 28 septembre 1988 |

### Meilleures performances de l'année 2015
Les dix athlètes les plus rapides de l'année sont, avant les championnats, les suivantes.
| 1  | Shamier Little      | États-Unis     | 53 s 74 | Londres     | 13 juin 2015    |
| 2  | Zuzana Hejnová      | Tchéquie       | 53 s 76 | Saint-Denis | 4 juillet 2015  |
| 3  | Sara Slott Petersen | Danemark       | 53 s 99 | Saint-Denis | 4 juillet 2015  |
| 4  | Cassandra Tate      | États-Unis     | 54 s 01 | Eugene      | 28 juin 2015    |
| 5  | Dalilah Muhammad    | États-Unis     | 54 s 09 | Eugene      | 28 juin 2015    |
| 6  | Oluwakemi Adekoya   | Bahreïn        | 54 s 12 | Saint-Denis | 4 juillet 2015  |
| 7  | Kaliese Spencer     | Jamaïque       | 54 s 15 | Oslo        | 11 juin 2015    |
| 8  | Georganne Moline    | États-Unis     | 54 s 24 | Londres     | 24 juillet 2015 |
| 9  | Tiffany Williams    | États-Unis     | 54 s 27 | Eugene      | 27 juin 2015    |
| 10 | Wenda Nel           | Afrique du Sud | 54 s 37 | Pékin       | 20 mai 2015     |

## Résultats

### Finale
| Rang               | Athlète         | Temps   | Note |
| ------------------ | --------------- | ------- | ---- |
| Médaille d'or      | Zuzana Hejnova  | 53 s 50 | WL   |
| Médaille d'argent  | Shamier Little  | 53 s 94 |      |
| Médaille de bronze | Cassandra Tate  | 54 s 02 |      |
| 4                  | Sara Petersen   | 54 s 20 |      |
| 5                  | Janieve Russell | 54 s 64 | PB   |
| 6                  | Eilidh Child    | 54 s 78 |      |
| 7                  | Wenda Nel       | 54 s 94 |      |
| 8                  | Kaliese Spencer | 55 s 47 |      |

### Demi-finales
Les 2 premières de chaque demi-finale (Q) et les deux meilleurs temps (q) sont qualifiés.
| Rang | Athlète           | Temps       | Note |
| ---- | ----------------- | ----------- | ---- |
| 1    | Cassandra Tate    | 54 s 33 (Q) |      |
| 2    | Wenda Nel         | 54 s 63 (Q) |      |
| 3    | Eilidh Child      | 54 s 80 (q) |      |
| 4    | Hanna Ryzhykova   | 55 s 16     | SB   |
| 5    | Axelle Dauwens    | 55 s 82     | SB   |
| 6    | Lea Sprunger      | 55 s 83     |      |
| 7    | Vera Rudakova     | 56 s 41     |      |
| 8    | Déborah Rodríguez | 56 s 47     |      |

| Rang | Athlète           | Temps       | Note |
| ---- | ----------------- | ----------- | ---- |
| 1    | Sara Petersen     | 54 s 34 (Q) |      |
| 2    | Kaliese Spencer   | 54 s 45 (Q) |      |
| 3    | Shamier Little    | 54 s 86 (q) |      |
| 4    | Denisa Rosolova   | 55 s 73     |      |
| 5    | Sparkle McKnight  | 56 s 21     |      |
| 6    | Petra Fontanive   | 56 s 35     |      |
| 7    | Sage Watson       | 56 s 38     |      |
| 8    | Eglė Staišiunaitė | 56 s 48     |      |

| Rang | Athlète           | Temps       | Note |
| ---- | ----------------- | ----------- | ---- |
| 1    | Zuzana Hejnova    | 54 s 24 (Q) |      |
| 2    | Janieve Russell   | 54 s 78 (Q) | SB   |
| 3    | Meghan Beesley    | 55 s 41     |      |
| 4    | Lauren Wells      | 56 s 04     |      |
| 5    | Stina Troest      | 56 s 13     |      |
| 6    | Aurélie Chaboudez | 56 s 13     |      |
| 7    | Elise Malmberg    | 56 s 58     |      |
| 8    | Kori Carter       | -           | DNF  |

### Séries
Les 4 premières de chaque série (Q) plus les 4 meilleurs temps (q) se qualifient pour les demi-finales.
| Rang | Athlète           | Temps       | Notes |
| ---- | ----------------- | ----------- | ----- |
| 1    | Kaliese Spencer   | 55 s 03 (Q) |       |
| 2    | Sparkle McKnight  | 55 s 77 (Q) |       |
| 3    | Elise Malmberg    | 55 s 97 (Q) |       |
| 4    | Eglė Staišiunaitė | 56 s 17 (Q) | PB    |
| 5    | Aurélie Chaboudez | 56 s 19 (q) |       |
| 6    | Amalie Iuel       | 56 s 59     |       |
| 7    | Xiao Xia          | 58 s 12     |       |
|      | Kemi Adekoya      | DSQ         |       |

| Rang | Athlète                   | Temps         | Notes |
| ---- | ------------------------- | ------------- | ----- |
| 1    | Zuzana Hejnová            | 54 s 55 (Q)   |       |
| 2    | Eilidh Child              | 54 s 74 (Q)   |       |
| 3    | Anna Yaroshchuk-Ryzhykova | 55 s 58 (Q)   | SB    |
| 4    | Lea Sprunger              | 55 s 71 (Q)   |       |
| 5    | Sage Watson               | 56 s 08 (q)   |       |
| 6    | Koki Manunga              | 58 s 96       | DSQ,  |
| 7    | Yadisleidy Pedroso        | 1 min 25 s 15 |       |

| Rang | Athlète           | Temps       | Notes |
| ---- | ----------------- | ----------- | ----- |
| 1    | Cassandra Tate    | 54 s 27 (Q) |       |
| 2    | Wenda Nel         | 54 s 45 (Q) |       |
| 3    | Meghan Beesley    | 54 s 52 (Q) | PB    |
| 4    | Stina Troest      | 55 s 56 (Q) | PB    |
| 5    | Axelle Dauwens    | 55 s 84 (q) | SB    |
| 6    | Déborah Rodríguez | 56 s 30 (q) | NR    |
| 7    | Ristananna Tracey | 57 s 60     |       |
| 8    | Ghofrane Mohammad | 58 s 61     | SB    |

| Rang | Athlète             | Temps       | Notes |
| ---- | ------------------- | ----------- | ----- |
| 1    | Sara Slott Petersen | 55 s 11 (Q) |       |
| 2    | Lauren Wells        | 55 s 65 (Q) | SB    |
| 3    | Vera Rudakova       | 55 s 76 (Q) |       |
| 4    | Kori Carter         | 56 s 22 (Q) |       |
| 5    | Shevon Stoddart     | 56 s 60     |       |
| 6    | Viktoriya Tkachuk   | 57 s 38     |       |
| 7    | Hayat Lambarki      | 58 s 05     |       |

| Rang | Athlète           | Temps       | Notes |
| ---- | ----------------- | ----------- | ----- |
| 1    | Janieve Russell   | 55 s 09 (Q) |       |
| 2    | Denisa Rosolová   | 55 s 33 (Q) | SB    |
| 3    | Petra Fontanive   | 56 s 40 (Q) |       |
| 4    | Shamier Little    | 56 s 47 (Q) |       |
| 5    | Joanna Linkiewicz | 56 s 51     |       |
| 6    | Nguyen Thi Huyen  | 57 s 31     |       |
| 7    | Amaka Ogoegbunam  | 58 s 16     |       |

## Légende
Records et Performances
- AR : Record continental (area record)
- CR : Record des championnats (championship record)
- MR : Record du meeting (meet record)
- NR : Record national (national record)
- OR : Record olympique (olympic record)
- PR : Record paralympique (paralympic record)
- PB : Record personnel (personal best)
- SB : Meilleure performance personnelle de la saison (season's best)
- WL : Meilleure performance mondiale de l'année (world leader)
- WJR : Record du monde junior (world junior record)
- WR : Record du monde (world record)

Circonstances et Conditions
- DNF : N'a pas terminé (did not finish)
- DNS : N'a pas pris le départ (did not start)
- DQ : Disqualification (disqualification)
- NM : Aucun essai valable enregistré (No Mark)
- Q : Qualifié « directement » au prochain tour (ou à la prochaine compétition), lors d'une compétition majeure, grâce au classement ou à la réalisation des minima (automatic qualifier)
- q : Qualifié au prochain tour (ou à la prochaine compétition), lors d'une compétition majeure, grâce au repêchage ou à la réalisation de l'une des meilleures performances parmi celles des « non qualifiés directement » (grâce au meilleur temps ou à la meilleure distance par exemple) (secondary qualifier)